# Atjibachi
Atjibachi (georgiska: აჩიბახი) är ett berg i Georgien. Det ligger i den nordvästra delen av landet, 400 km nordväst om huvudstaden Tbilisi. Toppen på Atjibachi är 2 376 meter över havet. Berget är en del av Atjibachibergen.